# 徐贵祥
徐贵祥（1959年12月27日—），笔名楚春秋，安徽霍邱人，中国当代作家。

## 生平
1959年12月27日，徐贵祥生于安徽省霍邱县，1978年参军，作品多以描写军旅题材的小说为主。长篇小说《历史的天空》曾获第六届茅盾文学奖，后被改编成同名电视连续剧。2016年12月，当选中国作协副主席。

## 作品

### 长篇小说
- 《仰角》1999解放军文艺出版社
- 《历史的天空》2000人民文学出版社[6]；
- 《八月桂花遍地开》2005北方文艺出版社
- 《高地》2006人民文学出版社
- 《明天的战争》2007人民文学出版社
- 《特务连》2007长江文艺出版社
- 《四面八方》2009 安徽文艺出版社
- 《马上天下》2009人民文学出版社
- 《对阵》2017长江文艺出版社
- 《司令还乡》2019长江文艺出版社
- 《穿插》2020人民文学出版社
- 《伏击》（Ⅰ、Ⅱ册）2020人民文学出版社
- 《英雄山》2021人民文学出版社

### 中篇小说
- 《弹道无痕》1995百花文艺出版社
- 《潇洒行军》、
- 《决战》。
- 《背锅人》 2016东方出版社。收录三个中篇小说《背锅人》《识字班》《三尺布》。
- 《天下》中短篇小说集，2020中国文史出版社
- 《盛宴》2020中国文史出版社。以抗战题材为小说的中篇小说集。收录了《三尺布》、《对峙》、《盛宴》、《背锅人》《识字班》、《好一朵茉莉花》等六部中篇小说。

### 散文集
- 《英雄在前》2020中国文史出版社。由四部分组成，分别为南来北往、吹角连营、记忆之光、谈文说艺。收录有《到兰州种一棵树》《穿过硝烟寄乡愁》《连队的压岁钱》《寻找英雄》等